# Jab Tak Hai Jaan
Jab Tak Hai Jaan (जब तक है जान) è un film del 2012 diretto da Yash Chopra.
Il titolo tradotto significa "Finché c'è vita".

## Trama
Samar Anand è un artificiere arruolato nell'esercito indiano, esperto nel disinnescare ordigni senza paura e sicurezza per se stesso, che opera in Ladakh nella regione del Kashmir. Un giorno salva Akira Rai una filmmaker di Discovery Channel da un fiume in cui nuotava ma la corrente era troppo forte. Samar dona ad Akira la sua giacca e lei dopo essersi ripresa va via senza restituirla. Successivamente scopre in una tasca della giacca un diario ed inizia a leggerlo.
Il diario racconta la storia di un Samar giovane, indiano emigrato a Londra, che fa il suonatore ambulante e altri lavoretti per mantenersi e mantenere il suo coinquilino Zain. Un giorno Samar fa la conoscenza di Meera, una giovane ragazza, il cui il padre ha fatto fortuna in Inghilterra. Ne rimane colpito, ma durante un lavoro per una festa di fidanzamento scopre che Meera sta per sposarsi e ne rimane amareggiato. Giorni dopo Meera rivedendolo gli chiede se lezioni di canto in lingua Punjabi e in cambio il ragazzo gli chiede lezioni di inglese. Durante questo periodo i due si conoscono sempre più: Samar trova un lavoro fisso mentre Meera impara le canzoni. Ella racconta la storia della madre che ha lasciato la famiglia per stare con un altro. Samar decide di portarla dalla madre e queste si rivedono riappacificandosi. Mostra anche quanto tenga alla fede in dio in quanto va ogni giorno a pregare. Col tempo i due si innamorano sempre più e Meera decide di rompere il fidanzamento precedente. Purtroppo un giorno Samar ha un incidente in moto mentre andava via dopo aver riaccompagnato Meera a casa. Lei si colpevolizza delle sue disgrazie e fa il volo che non l'avrebbe più visto e contattato. In seguito Meera comunica la sua volontà a Samar il quale irato, decide di tornare in India, e prega affinché resti vivo a tutti i pericoli che correrà. Egli ritiene che la sua morte sia l'unico modo per fare perdere la fede in Dio di Meera.
Al termine della lettura Akira è in lacrime per la triste storia. Decide di fare un documentario per la Discovery Channel su Samar e la sua squadra di artificieri. Durante le riprese instaura rapporti con la squadra e Samar del quale si innamora follemente, ma l'artificiere non ricambia per via della questione irrisolta con Meera. Dopo aver completato il lavoro Akira parte per Londra per pubblicare l'opera e convince Samar a raggiungerlo per pubblicizzare il documentario. Arrivato a Londra mentre raggiungeva la redazione viene investito da un camion. A Samar viene diagnosticata un'amnesia retrograda e ricorda solo gli eventi precedenti l'incidente con la moto. Così Akira rintraccia Meera chiedendole di aiutarla. Ella accetta successivamente e decide di voler far credere a Samar che siano sposati. Nel frattempo Akira scopre che l'artificiere Samar è solo un frammento nella mente del giovane Samar (retrograda). Un giorno mentre Samar si trova in una stazione ferroviaria scopre una bomba e i rumori dei vari allarmi e sirene gli fanno ricordare tutto quanto e si confronta con Meera la quale non riesce a rispondere alle sue domande. Così egli torna nuovamente in Kashmir. Durante una conversazione con Akira, Meera comprende che le sue convinzioni e le sue preghiere sono un destino peggiore della morte di Samar, così decide di raggiunger il suo amato che dopo aver disinnescato l'ennesima bomba vedendo la sua amata decide di chiederle se vuole sposarla. Contemporaneamente Akira pubblica il suo documentario dal titolo "L'uomo che non muore mai".